# Waschhaus Rue du Montcel (Viarmes)

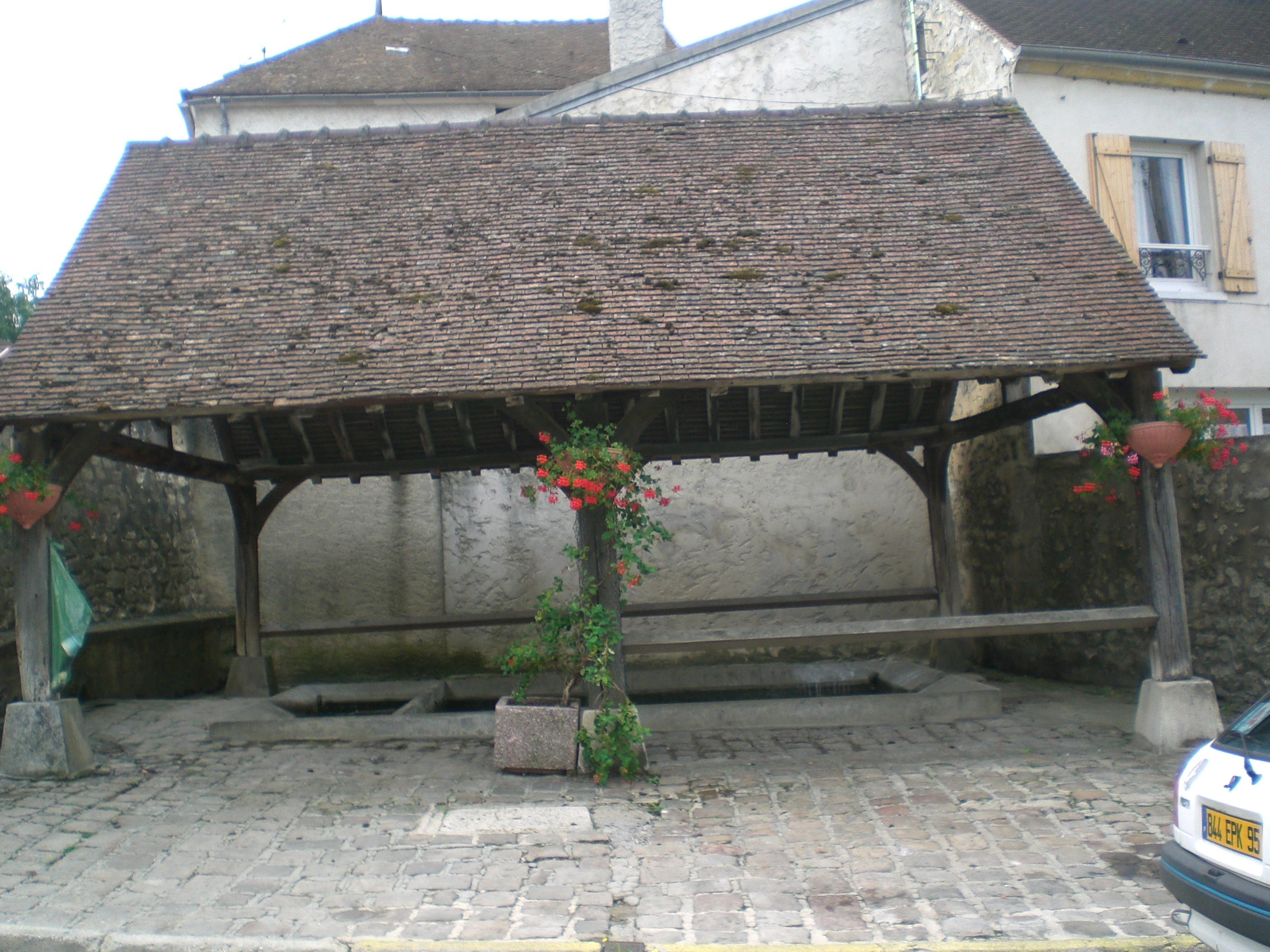
Waschhaus in der Rue du Montcel in Viarmes

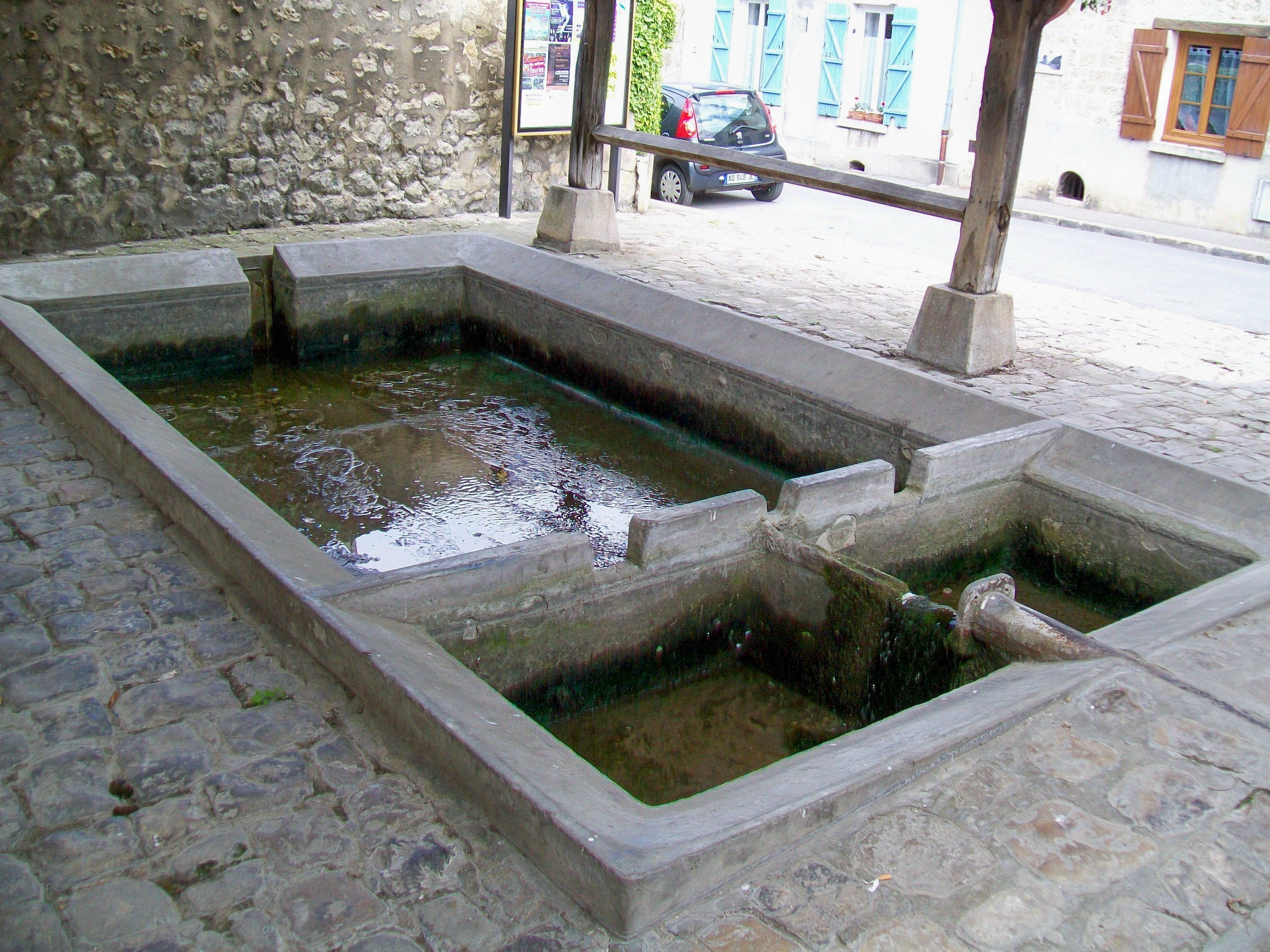
Innenansicht

Das Waschhaus Rue du Montcel (französisch lavoir) in Viarmes, einer französischen Gemeinde im Département Val-d’Oise in der Region Île-de-France, wurde 1827 errichtet. Das öffentliche Waschhaus steht in der Rue du Montcel und ist eines von vier erhaltenen Waschhäusern der Gemeinde Viarmes.
Das Waschhaus wird von einem Satteldach gedeckt, das die Wäscherinnen bei jedem Wetter schützte.